# 乔尔达什·拉约什
乔尔达什·拉约什（匈牙利語：Csordás Lajos，1932年10月26日—1968年4月5日），匈牙利男子足球运动员，司职前锋。他曾代表匈牙利国家队参加1952年夏季奥林匹克运动会足球比赛，获得一枚金牌。